# 스트레사

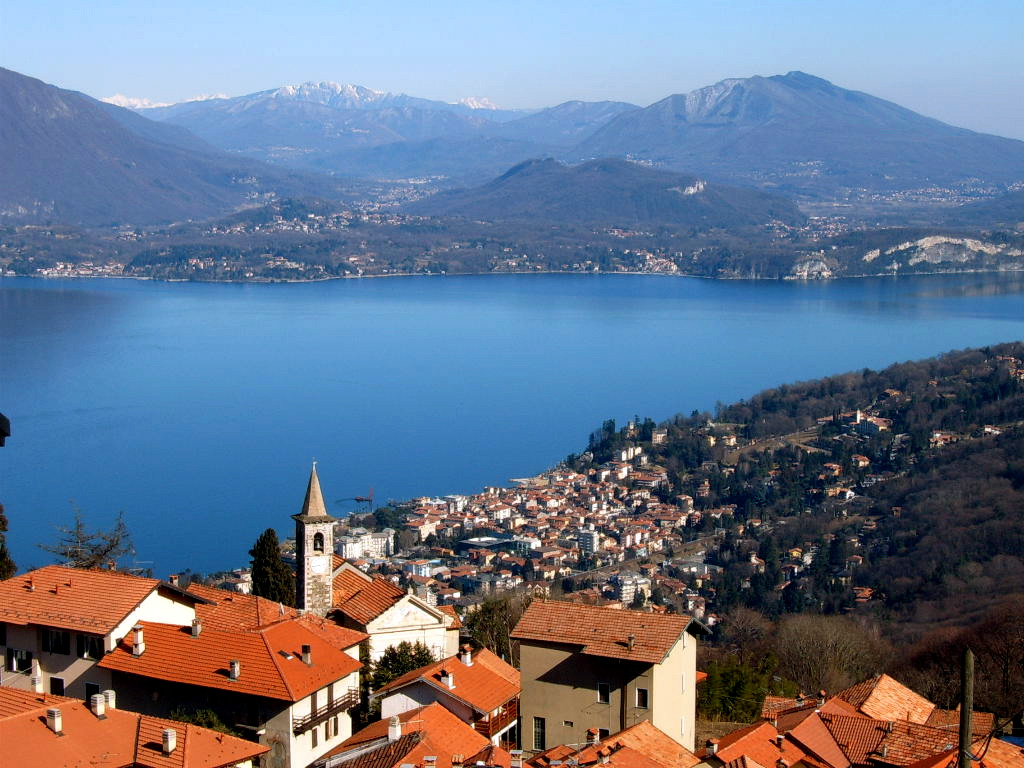
스트레사 전경

스트레사(이탈리아어: Stresa)는 이탈리아 북서부 피에몬테주 베르바노쿠시오오솔라도의 코무네이다.

## 역사
이 도시의 이름은 서기 998년 문서에 처음 등장했다.
스트레사는 20세기에 다음과 같은 여러 정치 회의를 주최했다.
- 1935년: 영국, 이탈리아, 프랑스는 로카르노 조약을 재확인하고 나치 독일과 싸우기 위해 스트레사 전선을 구성하는 데 동의.
- 1958년: 유럽 경제 공동체의 유럽 공동농업정책이 될 기초가 스트레사에서 공식화.